# Карапанос, Константин
Константин Карапанос (греч. Κωνσταντίνος Καραπάνος, 1840, Арта — 1914, Афины) — греческий археолог и политик.

## Биография
Константин Карапанос родился в 1840 году в городе Арта. Учился во Франции, по профессии был банкиром. 
Предпринятые им обширные раскопки привели к открытию развалин Додоны, которые он описал в книге «Dodone et ses ruines» (1878).
В 1881—1910 гг. Карапанос являлся депутатом греческого парламента. Археолог был женат, имел двух сыновей, один из которых стал министром.
Константин Карапанос умер 22 марта 1914 года в городе Афины.